# 마이크로파
마이크로파(micro波, 영어: Microwave)는 라디오파와 적외선 사이의 파장과 주파수를 가지고 있는 전자기파이다. 보통  파장이 1 mm와 1m사이의 전자기 방사이다. 가시광선이 통과하지 못하는 비, 연기, 안개는 물론 파장이 긴 전파를 막고 반사하는 전리층도 쉽게 통과할 수 있어서 장거리 위성통신이나 우주 교신 또는 항해 통제에 두루 쓰인다.

## 마이크로파의 주파수 대역
| 명칭   | 대역 (GHz) | 사용 용도                                                                                               |
| ------ | ---------- | --- |
| G밴드  | 0.2 - 0.25 | 군용 항공 무선                                                                                          |
| P밴드  | 0.25 - 0.5 | 이동 통신·아날로그 무선 전화·특정 소전력 무선                                                           |
| L밴드  | 0.5 - 1.5  | 텔레비전 방송·휴대 전화·인머샛(INMARSAT) 위성 전화·800MHz대                                             |
| S밴드  | 2 - 4      | 고정 무선·이동체 전용 디지털 위성방송·ISM밴드(전자레인지·무선LAN·와이드스타 위성 전화·아마추어 무선 등) |
| C밴드  | 4 - 8      | 통신위성·고정 무선·무선 액세스                                                                          |
| X밴드  | 8 - 12     | 군사 통신·기상 위성·지구 관측위성                                                                       |
| Ku밴드 | 12 - 18    | 위성 TV 방송·통신위성                                                                                   |
| K밴드  | 18 - 26    | 통신위성                                                                                                |
| Ka밴드 | 26 - 40    | 통신위성                                                                                                |
| V밴드  | 40 - 75    | 레이다 통신위성                                                                                         |
| W밴드  | 75 - 111   | 전파 천문학                                                                                             |

## 같이 보기
- 우주 마이크로파 배경
- 로우 노이즈 블록 다운컨버터
- 메이저 (광학 기기)
- 마이크로파 전송